# Matthew Mills
Pour les articles homonymes, voir Mills.
Matthew Mills est un footballeur anglais né le 14 juillet 1986 à Swindon.

## Carrière
- 2003-jan. 2006 : Southampton FC  Angleterre
  - sep. 2004-oct. 2004 : Coventry City  Angleterre (prêt)
  - fév. 2005-2005 : Bournemouth AFC  Angleterre (prêt)
- jan. 2006-2008 : Manchester City  Angleterre
  - jan. 2007-mars 2007 : Colchester United  Angleterre (prêt)
  - 2007-nov. 2007 : Doncaster Rovers  Angleterre (prêt)
  - jan. 2008-2008 : Doncaster Rovers  Angleterre (prêt)
- 2008-2009 : Doncaster Rovers  Angleterre
- 2009-2011 : Reading FC  Angleterre
- 2011-2012 : Leicester City  Angleterre
- 2012-2015 : Bolton Wanderers  Angleterre[1]
- 2015-2018 : Nottingham Forest  Angleterre
- 2018 : Barnsley FC  Angleterre
- 2019-2020 : Forest Green Rovers